# Maxime Cornu
Pour les articles homonymes, voir Cornu.
Marie Maxime Cornu, né le 16 juillet 1843 à Orléans et mort le 3 avril 1901 à Paris, est un botaniste français.

## Biographie
Il est le frère du physicien Alfred Cornu.
Après un doctorat ès sciences obtenu en 1872, Maxime Cornu travaille en tant qu'aide-naturaliste au Muséum en 1874. De 1884 à 1901, il exerce en tant que professeur dans la discipline « chaire des cultures » au Museum d'histoire naturelle. Il réagence les jardins et les serres du jardin des plantes et développe des techniques de conservation des graines pour mieux préserver les espèces végétales,. 
En 1897, il préside la Société botanique de France.
Parfois avec Charles Brongniart et Jean-Baptiste Dumas, il publie des fascicules sur les épidémies d'insectes, des notes sur les champignons et des livres sur les maladies de la vigne. Il est nommé secrétaire de la commission académique du phylloxéra[réf. nécessaire]. Son livre est sans doute le travail le plus complet sur ce fléau[réf. nécessaire].
Maxime Cornu meurt le 3 avril 1901 à Paris et est inhumé au cimetière du Père-Lachaise (20e division).

## Publications
- Études sur la nouvelle maladie de la vigne. Paris, Mémoires de l'Académie des sciences tome XXII, no 6 (1875)
- Études sur le phylloxera vastatrix. Paris, Imprimerie nationale, 1878